# Rockwall
Rockwall é uma cidade localizada no estado norte-americano do Texas, no Condado de Rockwall.

## Demografia
Segundo o censo norte-americano de 2000, a sua população era de 17.976 habitantes.
Em 2006, foi estimada uma população de 32.224, um aumento de 14248 (79.3%).

## Geografia
De acordo com o United States Census Bureau tem uma área de
58,7 km², dos quais 57,7 km² cobertos por terra e 1,0 km² cobertos por água. Rockwall localiza-se a aproximadamente 180 m acima do nível do mar.

## Localidades na vizinhança
O diagrama seguinte representa as localidades num raio de 12 km ao redor de Rockwall.